# Cordula Trantow
Cordula Trantow est une actrice et réalisatrice allemande de cinéma et de théâtre, née le 29 décembre 1942 à Berlin (Allemagne).

## Biographie
Actrice de théâtre, elle devient célèbre en 1959 avec le film Le Pont de Bernhard Wicki. André Cayatte l'engage pour Le Passage du Rhin. Mariée à Rudolf Noelte (de), elle joue sous sa direction dans Le Château d'après Franz Kafka comme partenaire de Maximilian Schell. À Hollywood elle joue dans La Vie privée d'Hitler de Stuart Heisler aux côtés de Richard Basehart le rôle de Geli Raubal. En Allemagne elle est bien connue pour son interprétation de l'héroïne centrale - Marianne - dans le feuilleton Babeck (1968), où elle est confrontée à Curd Jürgens. Elle est aussi une réalisatrice célèbre de théâtre et a prêté sa voix pour doubler Ali MacGraw, Claude Jade, Sandrine Bonnaire et Dominique Sanda.

## Filmographie

### Comme actrice
- 1957 : Kalle wird Bürgermeister
- 1957 : Aufruhr im Schlaraffenland
- 1958 : Meine schöne Mama : Susi
- 1959 : Le Pont (Die Brücke) : Franziska
- 1960 : Die Zeit und die Conways (TV) : Carol
- 1960 : Opération coffre-fort (Bumerang) : Helga, genannt 'Schmetterling'
- 1960 : Le Passage du Rhin : Helga
- 1960 : Die Dame ist nicht fürs Feuer (TV) : Alizon Eliot
- 1960 : Wegen Verführung Minderjähriger : Karin
- 1960 : Les Eaux saintes (An heiligen Wassern) : Binja
- 1961 : Der Kreidekreis (TV) : Tschang-Haitang
- 1961 : Nur der Wind : Eileen O'Connor
- 1961 : Verdammt die jungen Sünder nicht : Sylvia Reimers
- 1961 : Unsere kleine Stadt (TV) : Emily
- 1962 : Hitler : Geli Raubal
- 1963 : Maria Magdalene (TV)
- 1963 : Talente und Verehrer (TV)
- 1963 : L'Irrésistible célibataire (Bekenntnisse eines möblierten Herrn) : Renate
- 1966 : Irrungen, Wirrungen (TV) : Lene
- 1966 : Drei Schwestern (TV)
- 1966 : Die Fliegen (TV) : Elektra
- 1967 : Die Trennung (TV) : Helga
- 1967 : Der Zerbrochene Krug (TV)
- 1967 : Drei Rosen aus Papier (TV) : Janne
- 1968 : Das Schloß : Frieda
- 1968 : Babeck (série télévisée) : Marianne Hohmann
- 1969 : Rumpelstilz (TV) : Lukrezia
- 1970 : Der Kirschgarten (TV)
- 1970 : Vor Sonnenuntergang (TV) : Inken Peters
- 1972 : Das Letzte Paradies (TV) : Maria
- 1972 : Berlin, Keithstrasse 30 (série télévisée) : Kriminalkommissarin Höppner
- 1972 : Geheimagenten (TV) : Lilly Kienruss
- 1972 : Dem Täter auf der Spur (série télévisée) : Francine, Dr. Landrys Freundin
- 1974 : Unser Walter (mini série) : Frau Zabel
- 1975 : Die Halde (TV)
- 1975 : Wie starb Dag Hammerskjöld? (TV)
- 1976 : Gesellschaftsspiele (TV) : Irene
- 1977 : Die Ratten (TV) : Henriette John
- 1978 : Haus der Frauen (pl) (TV) : Joana
- 1979 : Wo die Liebe hinfällt (TV)
- 1979 : Schimanski (Tatort) (série télévisée) : Inge
- 1980 : Ein Typischer Fall (TV) : Helga Ulrici
- 1981 : Preußische Nacht (TV) : Elisabeth Christine
- 1981 : Kinder (TV) : Jane
- 1981 : Ein Zauberhaftes Biest (série télévisée)
- 1982 : Die Gartenlaube (TV) : Eugenie Marlitt
- 1983 : Wie war das damals (TV)
- 1994: Derrick (série télévisée) : Das Floß (Le naufrage): Wilma
- 1995 : Le Renard (Der Alte) (série télévisée) : Corinna Stern
- 1996 : Der Mann ohne Schatten (série télévisée) : Frau Sottler
- 1997 : Mein Freund Harvey (TV)
- 1997 : Dr. Sommerfeld - Neues vom Bülowbogen (série télévisée) : Regine Hofmeier
- 1999 : Theater: Candida (TV) : Candida
- 1999 : Jedermann : Mutter
- 2000 : L'Espoir d'un lendemain (Und morgen geht die Sonne wieder auf) (TV) : Margarete Burger
- 2000 : Soko brigade des stups (SOKO 5113) (série télévisée) : Frau Färber
- 2001 : Un cas pour deux (Ein Fall für zwei) (série télévisée) : Frau Grabowsky
- 2004 : Bella Block (série télévisée) : Rothraut Gräwert
- 2004 : Le Dernier Témoin (Der Letzte Zeuge) (série télévisée) : Kreszenz Lederle
- 2005 : Sex and More (série télévisée) : Frau Schroth
- 2005 : Brigade du crime (SOKO Leipzig) (série télévisée) : Anne Knauer
- 2005 : Bis in die Spitzen (série télévisée) : Helga
- 2007 : Ein Fall für Nadja (série télévisée) : Ursula Rauert
- 2008 : Stubbe - Von Fall zu Fall (série télévisée) : Frau Wehrmann

### Comme réalisatrice
- 1989 : Besuch
- 1994 : Die Irre von Chaillot
- 1997 : Mein Freund Harvey (TV)
- 1997 : Die Heilige Johanna